# Stephen Sommers
Stephen Sommers (Indianápolis, Indiana; 20 de marzo de 1962) es un director de cine y guionista estadounidense.

## Biografía
Sommers nació en Indianápolis, Indiana, Estados Unidos, el 1 de junio de 1962. Pasó su infancia en St. Cloud, Minnesota, para luego estudiar en colegios de Nueva York y Sevilla, España. Después de pasar varios años en Europa sobreviviendo como músico y mánager, retornó a los Estados Unidos y estudió cine en la Escuela de Artes Cinematográficas de la Universidad del Sur de California.
Su debut en la dirección cinematográfica fue con las adaptaciones de Las aventuras de Huckleberry Finn (The Adventures of Huckleberry Finn, 1993) y El Libro de la Selva (Rudyard Kipling's The Jungle Book, 1994), que realizó para los estudios Disney, y con las que comenzó a ser considerado en Hollywood.
Después de dirigir el filme de aventuras Misterio en las profundidades (Deep Rising, 1998), realizó una exitosa y aclamada versión de La momia (The         Mummy, 1999), que protagonizaron Brendan Fraser y Rachel Weisz, y que, con mucha acción, efectos especiales y un toque clásico, más un ligero toque de humor, renovó convincentemente el filme de 1932 que había hecho famoso a Boris Karloff.
Después de esto, estrenó su secuela, The Mummy Returns, en 2001. En 2002 formó parte de la película El rey Escorpión (The Scorpion King) como guionista. Después trabajó en Van Helsing en el 2004, película protagonizada por Hugh Jackman y Kate Beckinsale.
En el 2009 estrena su trabajo más reciente, G. I. Joe: The Rise of Cobra, una adaptación al cine de los famosos juguetes G. I. Joe. Fue una de las grandes películas del verano de ese año.
También ha sido realizador de un puñado de filmes de aventuras, que lo convirtieron en uno de los nombres fuertes de Hollywood en ese género.

## Filmografía
| Año  | Película                                    | Director | Guionista | Productor | Otros | Notas               |
| ---- | ------------------------------------------- | -------- | --------- | --------- | ----- | ------------------- |
| 1993 | Las aventuras de Huckleberry Finn           | Sí       | Sí        |           |       |                     |
| 1994 | Gunmen                                      |          | Sí        |           |       |                     |
| 1994 | El libro de la selva: la aventura continúa  | Sí       | Sí        |           |       |                     |
| 1995 | Tom and Huck                                |          | Sí        | Sí        |       |                     |
| 1997 | Oliver Twist                                |          |           | Sí        |       |                     |
| 1998 | Deep Rising                                 | Sí       | Sí        |           |       |                     |
| 1999 | La momia                                    | Sí       | Sí        |           |       |                     |
| 2000 | Running Away                                |          |           |           | Sí    |                     |
| 2001 | The Mummy Returns                           | Sí       | Sí        |           |       |                     |
| 2002 | El rey Escorpión                            |          | Sí        | Sí        |       |                     |
| 2004 | Van Helsing                                 | Sí       | Sí        | Sí        |       |                     |
| 2004 | Van Helsing: The London Assignment          |          |           | Sí        |       |                     |
| 2008 | La momia: la tumba del emperador Dragón     |          |           | Sí        | Sí    |                     |
| 2008 | El rey escorpión: el ascenso de un guerrero |          |           | Sí        | Sí    |                     |
| 2009 | G.I. Joe: The Rise of Cobra                 | Sí       | Sí        | Sí        |       |                     |
| 2012 | The Scorpion King 3: Battle for Redemption  |          |           | Sí        |       | Productor ejecutivo |
| 2013 | Odd Thomas                                  | Sí       | Sí        | Sí        | Sí    |                     |

- Datos: Q363402